# Campionati europei di bob 1989
I Campionati europei di bob 1989, ventitreesima edizione della manifestazione organizzata dalla Federazione Internazionale di Bob e Skeleton, si sono disputati dal 21 al 29 gennaio 1989 a Winterberg, in Germania, sulla pista Bobbahn Winterberg, il tracciato sul quale si svolse la rassegna continentale del 1979. La località della Renania Settentrionale-Vestfalia ha quindi ospitato le competizioni europee per la seconda volta nel bob a due uomini e nel bob a quattro.

## Risultati

### Bob a due uomini
La gara si è svolta il 21 e il 22 gennaio 1989 nell'arco di quattro manches ed hanno preso parte alla competizione 46 compagini in rappresentanza di 20 differenti nazioni.
| Pos. | Atleti                         | Nazione            | Tempo   | Distacco |
| ---- | ------------------------------ | ------------------ | ------- | -------- |
|      | Gustav Weder Bruno Gerber      | Svizzera-1         | 3:51.61 |          |
|      | Wolfgang Hoppe Bogdan Musiol   | Germania Est-1     | 3:51.74 | +0.13    |
|      | Rudi Lochner Markus Zimmermann | Germania Ovest-1   | 3:52.20 | +0.59    |
| 4    | Harald Czudaj Alexander Szelig | Germania Est-3     | 3:52.78 | +1.17    |
| 5    | Rolf Dauber Olaf Hampel        | Germania Ovest-3   | 3:53.26 | +1.65    |
| 6    | Nico Baracchi Donat Acklin     | Svizzera-2         | 3:53.75 | +2.14    |
| 7    | Jānis Ķipurs Aldis Intlers     | Unione Sovietica-1 | 3:53.93 | +2.32    |
| 8    | Detlef Richter Mario Hoyer     | Germania Est-2     | 3:53.94 | +2.33    |
| 9    | Ingo Appelt Harald Winkler     | Austria-1          | 3:54.48 | +2.87    |
| ...  | ...                            | ...                | ...     | ...      |

### Bob a quattro
La gara si è svolta il 28 e il 29 gennaio 1989 nell'arco di quattro manches ed hanno preso parte alla competizione 29 compagini.
| Pos. | Atleti                                                      | Nazione        | Tempo   | Distacco |
| ---- | ----------------------------------------------------------- | -------------- | ------- | -------- |
|      | Ingo Appelt Harald Winkler Gerhard Redl Jürgen Mandl        | Austria-1      | 3:44.01 |          |
|      | Harald Czudaj Karsten Brannasch Tino Bonk Peter Förster     | Germania Est-3 | 3:44.27 | +0.26    |
|      | Peter Kienast Thomas Schroll Franz Siegl Kurt Teigl         | Austria-2      | 3:44.45 | +0.44    |
| 4    | Nico Baracchi Christian Reich Donat Acklin René Mangold     | Svizzera-2     | 3:44.49 | +0.48    |
| 5    | Wolfgang Hoppe Bodo Ferl Bogdan Musiol René Hannemann       | Germania Est-1 | 3:44.61 | +0.60    |
| 6    | Gustav Weder Bruno Gerber Lorenz Schindelholz Curdin Morell | Svizzera-1     | 3:44.67 | +0.66    |
| ...  | ...                                                         | ...            | ...     | ...      |

## Medagliere
| Pos.   | Paese          | Oro | Argento | Bronzo | Totale |
| ------ | -------------- | --- | ------- | ------ | ------ |
| 1      | Austria        | 1   | 0       | 1      | 2      |
| 2      | Svizzera       | 1   | 0       | 0      | 1      |
| 3      | Germania Est   | 0   | 2       | 0      | 2      |
| 4      | Germania Ovest | 0   | 0       | 1      | 1      |
| Totale | Totale         | 2   | 2       | 2      | 6      |